# John Harington (2e baron Harington d'Exton)
John Harington, 2e baron Harington de Exton (1592-27 février 1614), de Burley-on-the-Hill, Rutland est un pair anglais et homme politique. Il est Lord-lieutenant du Rutland et baron Harington d'Exton.

## Jeunesse
Il est le fils survivant de John Harington (créé plus tard baron Harington d'Exton en 1603) et de sa femme, Anne Keilway, fille de Robert Keilway, arpenteur de la Cour des quartiers et des livrées, et est né à Combe Abbey, près de Coventry, Warwickshire, en avril 1592. Il est admis en 1607 au Sidney Sussex College, Cambridge qui a été fondé par Frances Sidney, la tante de son père, et dont lui et son père sont bienfaiteurs. Il fait ses études avec le prince de Galles et ils restent des amis proches jusqu'à la mort du prince. Il succède à son père comme baron en août 1613. L'acteur Kit Harington descend de l'oncle de Sir John, James Harington, 1er baronnet Harington de Ridlington.
Ami et compagnon d'Henry Frederick, prince de Galles, le 5 janvier 1604, il est créé, avec le duc d'York et d'autres, chevalier du bain. En septembre, il part en tournée à l'étranger avec John Tovey, un maître de l'école libre de Guildford. À l'étranger, il correspond en français et en latin avec le prince Henri. Après sept semaines aux Pays-Bas, où il visite les universités, les cours de trois princes et les fortifications militaires, Harington se rend en Italie en 1608. Il écrit de Venise (28 mai 1609) annonçant son intention de revenir par la France pour passer le reste de sa vie avec son royal ami. La mort d'Henri (6 novembre 1612) le chagrine beaucoup.

## Retour en Angleterre
À son retour à Coventry, Harington devient député de Coventry pendant une brève période (1610-1611), lorsque le titulaire John Rogerson tombe malade. Il est également nommé Lord-lieutenant du Rutland en 1613 à la mort de son père, poste qu'il occupe jusqu'à sa propre mort l'année suivante.
En août 1613, Harington, 21 ans, hérite du titre de son père et de dettes, et tente en vain de récupérer la fortune familiale en obtenant un brevet royal sur la frappe de liards de plomb de la monnaie dans le cadre d'un plan proposé par Gérard de Malynes. le 10 avril. Après que les farthings se soient avérés impopulaires, le jeune Lord Harington d'Exton meurt à Kew le 27 février 1614 et est enterré à Exton.
Le 18 février, il vend la seigneurie d'Exton à Baptist Hicks et par son testament, fait en même temps, laisse l'excédent de la succession, après que les créanciers aient été payés (selon sa mère les dettes s'élevaient à 40 000 £), à ses deux sœurs, les deux tiers à Lucy, comtesse de Bedford, et un tiers à Frances, Lady Chichester (d. 1615), dont l'effigie agenouillée existe dans l'église de Pilton dans le Devon, première épouse de Robert Chichester (1578-1627) de Raleigh. La comtesse de Bedford vend finalement les domaines familiaux restants à Rutland .

## Réputation
Les contemporains de Harington écrivent de lui dans les termes les plus élevés. Son sermon funéraire est prêché par Richard Stock, pasteur de All Hallows, Bread Street, et publié sous le titre "The Church's Lament for the Loss of the Godly" (Londres, 1614), avec un petit portrait sur bois. En annexe de cette publication se trouvent une épitaphe et des élégies de F. Herring et Thomas Roe. En même temps, un poème intitulé "Sorrows Lenitive, écrit à l'occasion de la mort de ce jeune homme plein d'espoir et noble, etc.", est écrit par Abraham Jackson et dédié à la mère et à la sœur de Harington, Lucy. John Donne prend congé de la poésie dans une ode funèbre sur Harington (publiée après sa mort dans son volume de Poems, Londres, 1633), et Thomas Gataker, dans son "Discours Apologetical", Londres, 1654, p. 36, le qualifie de « miroir de noblesse ». Un portrait se trouve dans Herωologia d' Henry Holland.